# Río Ritort
El río Ritort es un curso de agua del noreste de la península ibérica, afluente del Ter. Discurre por la provincia española de Gerona.

## Curso
Discurre por la provincia de Gerona. El río, que nace en los Pirineos, fluye en dirección sur, hasta desembocar en el Ter a la altura de Camprodón. Aparece descrito en el decimotercer volumen del Diccionario geográfico-estadístico-histórico de España y sus posesiones de Ultramar de Pascual Madoz de la siguiente manera:

RITORT: riach. en la prov. de Gerona, part. jud. de Ribas; tiene su origen en las vertientes del Pirineo; su direccion es de N. á S., y su curso corto, desaguando en el Ter, en la v. de Camprodon, donde le cruzan dos puentes.
(Madoz, 1849, p. 500)

Las aguas del río, perteneciente a la cuenca hidrográfica del Ter, acaban vertidas en el mar Mediterráneo.